# Lumea a doua

Războiul Rece din punct de vedere economic: țările capitaliste cu economie de piață cu albastru, țările socialiste cu economie planificată cu roșu, țările în curs de dezvoltare cu verde.

Lumea a doua este un termen originar din timpul Războiului Rece desemnând statele socialiste industriale care se aflau sub influența Uniunii Sovietice. În primele două decenii de după cel de-al Doilea Război Mondial, au apărut 19 state comuniste; toate acestea au fost cel puțin inițial în sfera de influență sovietică, deși unele (în special Iugoslavia și China) au rupt cu Moscova și și-au dezvoltat propriul model de socialism, păstrând în același timp guverne comuniste. Majoritatea statelor comuniste au făcut parte din acest bloc până la dizolvarea Uniunii Sovietice în 1991; ulterior, au rămas doar cinci state comuniste: China, Cuba, Laos, Coreea de Nord și Vietnam. Alături de „Prima Lume” și „Lumea a treia”, termenul a fost folosit pentru a împărți statele Pământului în trei mari categorii.
În prezent, termenul se află în stare de neutilizare, fiind considerate țări din lumea a doua țările cu economii emergente precum Rusia, India și China. De asemenea, cele care sunt numite „țări în curs de dezvoltare” precum Brazilia, Mexic, Africa de Sud, printre altele.
Pentru o parte a gândirii liberale, lumea a doua este reprezentată de grupul de țări care se află pe clare căi de dezvoltare. Nu există prea multă claritate cu privire la limita inferioară dintre lumea a doua și lumea a treia în această chestiune, dar putem găsi exemple de țări emergente pe toate continentele, țări care au un PIB de aproximativ 5.000 de dolari, un procentaj de peste 95% alfabetizare și o creștere economică susținută în timp. Sub această prismă, lumea a doua ar fi formată din aproape toată Europa de Est, o parte a Orientului Mijlociu, o parte din Asia-Pacific și Oceania și o parte din America de Sud.

## Gândire socială clasică despre lumea a doua
Pentru gândirea socială clasică, lumea a doua continuă să fie relaționată cu țările care au aparținut orbitei sovietice și care au atins o dezvoltare mare în educație plus o mulțumitoare dimensiune a Statului. Practic ar fi vorba doar țări din Europa de Est și din Orientul Mijlociu din cauza limitării economice a adevăratului proiect socialist din Orientul Îndepărtat, din America Latină și Africa. China în toată această chestiune este o excepție de la analiză. Motivele pentru care numai aceste țări pot fi considerate în cadrul acestor teorii, excluzând alte națiuni emergente care nu au avut o matrice socialistă, sunt următoarele:
- Înaltul nivel educațional și științific al acestui grup de țări.
- Sistem avansat de acoperire medicală gratuită și universală, în unele cazuri comparabil cu cel din țările din lumea întâia.
- Omogenitatea structurală pe care o arată spre deosebire de alte țări.
- Mărimea Statului și gradul înalt de industrializare atins
- Economia bazată pe sectorul primar

## Dezbatere contemporană asupra termenului
Ambele poziții au elemente incerte care continuă să polemizeze discuția asupra a ceea ce înțelegem prin conceptul lumea a doua. Practic, criticile au două puncte cheie:
- Imposibilitatea unificării criteriilor omogene pentru a asambla categoriile de excludere corespunzătoare.
- Dezarmarea ideologică care împiedică realizarea unui continuum în listele de clasificare.

Fără îndoială, dacă luăm ca referință categoriile de agenții de clasificare economică precum AC Nielsen, putem constata că lista țărilor emergente este alcătuită în proporție de 90% din Europa de Est și unele țări arabe. Restul de 10% corespunde țărilor din Asia Pacific care nu sunt sateliți ai fluxului de capital. Prin urmare, există o relație considerabilă între fosta a doua lume și cea actuală, conform hărții piețelor emergente. Singura excepție o fac unele țări din America Latină, care s-au îmbunătățit de la războiul rece și până în prezent, fie la nivel industrial, cultural sau economic. Brazilia, Mexic, Chile, Panama, Argentina și Uruguay sunt cele mai ieșite în evidență din această regiune.